# José Manuel Viramontes
José Manuel  de Jesús Viramontes Rodarte, también conocido como Pepe Pasteles, fue el presidente (2013-2016) del Municipio de Jerez de García Salinas en Zacatecas, México. Político militante del Partido Acción Nacional, asumió el cargo como Presidente electo del municipio el 15 de septiembre de 2013 por la alianza PAN-PRD.

## Vida personal e inicios
En 1999 ingresa a las filas juveniles de acción nacional (PAN) logrando ser dirigente juvenil municipal, luego estatal, y fue el primer zacatecano en ser electo en planilla para la dirigencia nacional juvenil de su partido.
En el 2004 colaboró en el Congreso de la Unión como asistente legislativo, y a partir del 2005 se integra a la campaña a la Presidencia de la República, misma que gana Acción Nacional en el 2006.
También fue parte del  equipo cercano del presidente de la república Felipe Calderón, primero en la etapa de transición, después en la oficina del primer mandatario y después como jefe de oficina del subsecretario de gobernación.
En 2012 fue elegido internamente como el candidato del PAN a la Diputación por el segundo Distrito federal electoral de Zacatecas, pero perdió las elecciones en julio de ese año.

## Presidente Municipal de Jerez de García Salinas, Zacatecas
En las elecciones municipales de Jerez de García Salinas de 2013, José Manuel de Jesús Viramontes Rodarte ganó la presidencia municipal para el período comprendido entre 2013 y 2016.«Proceso Electoral 2013 Elección de Ayuntamientos». www.ieez.org.mx. Consultado el 15 de mayo de 2017. El 15 de septiembre de 2013, tomó protesta asumiendo oficialmente el cargo de Presidente Municipal de Jerez.http://testimonio13.com.mx/index.php?option=com_content&view=article&id=1362%3Atoma-protesta-como-presidente-municipal-de-jerez-jose-manuel-viramontes-rodarte&catid=74%3Aprincipal&Itemid=141
En su discurso de toma de protesta, Viramontes declaró:
‘‘Es evidente que ningún alcalde podrá sacar adelante por sí solo a un municipio, se requiere que todos y cada uno de los que aquí vivimos, seamos parte, seamos todos protagonistas de este cambio que tanto anhelamos; Desde aquí convoco a todos a que sumemos voluntades y esfuerzos; a que hagamos del diálogo democrático el método para fijar metas y ponernos de acuerdo para trabajar por la superación de Jerez y los jerezanos; Convoco a todos para que cada quién haga la parte que le corresponde.’’
Durante su administración, Pepe Pasteles se enfocó en generar afluencia turística al municipio, fortaleciendo las atracciones y tradiciones del pueblo jerezano y posicionando a Jerez, como Pueblo Mágico, como un referente turístico de la región y del país. También implementó programas de desarrollo social dirigidos a sectores vulnerables como niños, jóvenes estudiantes y adultos mayores.
Sin embargo, tras finalizar su mandato, la Auditoría Superior del Estado (ASE) de Zacatecas observó presuntas irregularidades en el manejo de los recursos públicos durante su gestión, por lo que se le solicitó la justificación de poco más de 84 millones de pesos. Las observaciones incluyen posibles sobrecostos y baja calidad en la ejecución de diversas obras públicas.«Pepe Pasteles… El engaño». El Sol de Zacatecas. Consultado el 22 de septiembre de 2024.
Además de las observaciones de la ASE, el Servicio de Administración Tributaria (SAT) también inició procedimientos contra Viramontes por presunto incumplimiento de obligaciones fiscales, con un adeudo de alrededor de 41 millones de pesos. Estos señalamientos podrían llevar a consecuencias legales, incluyendo una posible inhabilitación para ocupar cargos públicos si no logra aclarar el destino de los recursos observados.«Pepe Pasteles… El engaño». El Sol de Zacatecas. Consultado el 22 de septiembre de 2024.
Actualmente, Viramontes tiene el derecho de presentar pruebas y defenderse en los procedimientos abiertos tanto por la ASE como por el SAT, mientras que el proceso continúa en curso.

## Observaciones a la Cuenta Pública 2013
La Cuenta Pública del municipio de Jerez correspondiente al año 2013, bajo la administración de José Manuel de Jesús Viramontes Rodarte, alias "Pepe Pasteles", reveló presuntas irregularidades en el manejo de más de cinco millones de pesos. De acuerdo con la Diputada Elisa Loera de Ávila, se destinaron recursos del erario público para atender necesidades particulares o de intereses partidistas.
Entre las observaciones presentadas se encuentran acciones como la asignación de contratos de obra pública a precios inflados. Destacan los casos de la construcción de la avenida "Suave Patria", cuyo costo fue registrado en 20 millones de pesos, cuando el valor real era de 450 pesos por metro cuadrado, así como la adjudicación directa de la construcción del boulevard a Tepetongo, con un costo reportado de 34 millones de pesos, cuando otros proyectos presentados tenían costos significativamente menores, como uno que estimaba la obra en 16 millones de pesos.
La diputada también señaló el mal uso de recursos destinados a la capacitación exclusiva para miembros del Partido Acción Nacional, con un costo de 171 mil 680 pesos, y la venta de maquinaria pública por 194 mil 080 pesos que fue destinada a servicios para particulares. Estas acciones contravinieron los principios de transparencia y legalidad exigidos por la ley, según la diputada.
La propuesta presentada por la Diputada Elisa Loera de Ávila ante la LXII Legislatura incluyó la restitución de los daños causados al erario y la posible presentación de una denuncia ante la Procuraduría General de Justicia del Estado por fraude y quebranto a las finanzas públicas del municipio de Jerez.